# Twinstead
Twinstead – wieś i civil parish w Anglii, w Esseksie, w dystrykcie Braintree. W 2001 civil parish liczyła 165 mieszkańców. W civil parish znajduje się 17 zabytkowych budynków. Twinstead jest wspomniana w Domesday Book (1086) jako Turnesteda.